# Weston Jones
Weston Jones är en by i civil parish Norbury, i distriktet Stafford, i grevskapet Staffordshire i England. Byn är belägen 16 km från Stafford. Weston Jones var en civil parish 1866–1934 när blev den en del av Norbury och High Offley. Civil parish hade 135 invånare år 1931.